# Херман Рекнагел
Херман Рекнагел (на немски: Hermann Recknagel) (1896 – 1953) е немски генерал по време на Втората световна война и носител на Рицарски кръст с дъбови листа и мечове. Рекнагел е убит по време на акция през януари 1945 г. в Полша.

## Награди
- Пехотна щурмова значка
- Кръст на честта
- Сребърна пластинка към Железния кръст II и I степен (1939 г.)
- Германски кръст – златен (11 февруари 1943 г.)
- Рицарски кръст с дъбови листа и мечове
  - Носител на Рицарски кръст (5 август 1940 г.) като полковник и командир на 54-ти пехотен полк[1]
  - Носител на 319-те дъбови листа (6 ноември 1943 г.) като генерал-лейтенант и командир на 111-а пехотна дивизия[1]
  - Носител на 104-те мечове (23 октомври 1944 г.) като генерал от пехотата и командир на 42-ри армейски корпус[1]
- Споменат три пъти във Вермахтберихт (8 юни 1940, 19 август 1944, 9 септември 1944 г.)